# Bychawa (gromada 1969–1972)
Bychawa – dawna gromada, czyli najmniejsza jednostka podziału terytorialnego Polskiej Rzeczypospolitej Ludowej w latach 1954–1972.
Gromady, z gromadzkimi radami narodowymi (GRN) jako organami władzy najniższego stopnia na wsi, funkcjonowały od reformy reorganizującej administrację wiejską przeprowadzonej jesienią 1954 do momentu ich zniesienia z dniem 1 stycznia 1973, tym samym wypierając organizację gminną w latach 1954–1972.
Gromadę Bychawa siedzibą GRN w mieście Bychawie (nie wchodzącym w jej skład) utworzono 1 stycznia 1969 w powiecie bychawskim w woj. lubelskim z obszarów zniesionych gromad Bychawka (bez wsi Wierciszów i Kolonia Bychawka „C”) i Olszowiec w tymże powiecie.
Gromada przetrwała do końca 1972 roku, czyli do kolejnej reformy gminnej. 1 stycznia 1973 – tym razem w powiecie bychawskim – reaktywowaną zniesioną w 1954 roku (dotąd w powiecie lubelskim) gminę Bychawa (od 1999 gmina Bychawa znajduje się – jak dawniej – w powiecie lubelskim w woj. lubelskim).
Uwaga: Gromada Bychawa (o innym składzie) istniała w powiecie bychawskim również w latach 1954–57.